# Víctor Manuel Méndez Lanz
Víctor Manuel Méndez Lanz (San Francisco de Campeche, Campeche; 21 de febrero de 1952). Es un político mexicano, miembro del Partido Revolucionario Institucional, ha sido presidente municipal de Campeche, diputado federal, senador y diputado local.
Es licenciado en Administración de Empresas y tiene una maestría en Administración Pública, ha ocupado cargos en el Comité Directivo Estatal del PRI en Campeche, en 1985 el gobernador Abelardo Carrillo Zavala lo nombró Secretario de Finanzas del Gobierno del Estado, cargo en el que permaneció hasta 1991; de ese año a 1996 fue delegado federal del Instituto Mexicano del Seguro Social en Campeche y en 1997 fue postulado candidato del PRI a Presidente Municipal de Campeche, siendo electo para el periodo que concluyó en 2000; ese mismo año fue elegido Senador de Primera Fórmula por Campeche para las Legislaturas LVIII y LIX hasta 2006, cuando a su vez ganó la elección como diputado Federal por el I Distrito Electoral Federal de Campeche a la LX Legislatura, periodo que culminó en 2009, en ese mismo año fue elegido diputado local al Congreso de Campeche por el principio de representación proporcional, en el cual se desempeña como presidente de la Gran Comisión y cuyo periodo culmina en el 2012.